# Leichtathletik-Weltmeisterschaften 2019/Teilnehmer (Dominikanische Republik)
| Gelbes Symbol für Goldmedaillen mit stilisierten Olympischen Ringen | Graues Symbol für Silbermedaillen mit stilisierten Olympischen Ringen | Braundes Symbol für Bronzemedaillen mit stilisierten Olympischen Ringen |
| ------------------------------------------------------------------- | --------------------------------------------------------------------- | ----------------------------------------------------------------------- |
| —                                                                   | —                                                                     | —                                                                       |

Der Leichtathletikverband der Dominikanischen Republik nahm an den Leichtathletik-Weltmeisterschaften 2019 in Doha teil. Zwei Athletinnen und Athleten wurden vom Verband der Dominikanischen Republik nominiert.

## Ergebnisse

### Frauen

#### Laufdisziplinen
| Athletin          | Disziplin | Vorlauf    | Vorlauf | Halbfinale | Halbfinale | Finale | Finale |
| Athletin          | Disziplin | Zeit       | Platz   | Zeit       | Platz      | Zeit   | Platz  |
| ----------------- | --------- | ---------- | ------- | ---------- | ---------- | ------ | ------ |
| Marileidy Paulino | 200 m     | 23,04 s SB | 20      | 23,03 s SB | 17         | DNQ    | DNQ    |

### Männer

#### Laufdisziplinen
| Athlet             | Disziplin | Vorlauf | Vorlauf | Halbfinale | Halbfinale | Finale | Finale |
| Athlet             | Disziplin | Zeit    | Platz   | Zeit       | Platz      | Zeit   | Platz  |
| ------------------ | --------- | ------- | ------- | ---------- | ---------- | ------ | ------ |
| Yancarlos Martínez | 200 m     | 20,47 s | 25      | 20,28 s SB | 9          | DNQ    | DNQ    |